# Шесторедова шестоъгълна панова пита
Шесторедовата шестоъгълна панова пита е правилна паракомпактна пита. На всеки има безброй шестоъгълни пана. Връхната фигура е правилно триъгълно пано, ръбовата – правилен шестоъгълник. Има безброй шестоъгълници. Себедуална е.

## Свързани пити
- шестоъгълна панова пита
- четириредова шестоъгълна панова пита
- петоредова шестоъгълна панова пита
- шесторедова шестоъгълна панова пита

### Правилни паракопактни пити
- шестоъгълна панова пита
- шесторедова четиристенна пита
- четириредова шестоъгълна панова пита
- шесторедова кубична пита
- петоредова шестоъгълна панова пита
- шесторедова дванадесетостенна пита
- шесторедова шестоъгълна панова пита
- триъгълна панова пита
- квадратна панова пита
- четириредова осмостенна пита
- четириредова квадратна панова пита